# Tennis op de Olympische Zomerspelen 2004 (mannen)
De Olympische Spelen van 2004 vonden plaats in de Griekse hoofdstad Athene. Een van de sporten op de spelen was tennis. Het mannenenkelspel vond plaats van 15 tot en met 22 augustus 2004.
Omdat het de Olympische Spelen waren, werden de zilveren en gouden medaille uitgereikt in de gouden finale. De bronzen medaille werd uitgereikt na de bronzen finale: een duel tussen de twee verliezende halvefinalisten.

## Eindklassement
| Resultaat | Speler            | Land             |
| --------- | ----------------- | ---------------- |
| Goud      | Nicolás Massú     | Chili            |
| Zilver    | Mardy Fish        | Verenigde Staten |
| Brons     | Fernando González | Chili            |
| 4e plaats | Taylor Dent       | Verenigde Staten |

## ATP-punten
| Resultaat         | ATP-punten |
| ----------------- | ---------- |
| Gouden medaille   | 400        |
| Zilveren medaille | 280        |
| Bronzen medaille  | 205        |
| Vierde plaats     | 155        |
| Kwartfinale       | 100        |
| Derde ronde       | 50         |
| Tweede ronde      | 25         |
| Eerste ronde      | 5          |

## Uitslagen

### Eerste ronde
| Winnaar                 | Verliezer                | Score          |
| ----------------------- | ------------------------ | -------------- |
| Roger Federer (1)       | Nikolaj Davydenko        | 6-3, 5-7, 6-1  |
| Tomáš Berdych           | Florian Mayer            | 6-3, 7-5       |
| Fabrice Santoro         | Filippo Volandri         | 6-2, 6-1       |
| Tommy Robredo (15)      | Lamine Ouahab            | 6-3, 6-4       |
| Joachim Johansson       | Paradorn Srichaphan (12) | 6-2, 6-3       |
| Ivan Ljubičić           | Sargis Sargsian          | 6-3, 6-4       |
| Dominik Hrbatý          | Younes El Aynaoui        | 6-3, 6-4       |
| Taylor Dent             | Frédéric Niemeyer        | 6-2, 3-6, 6-4  |
| Carlos Moyà (3)         | Thomas Enqvist           | 7-6, 6-7, 9-7  |
| Olivier Rochus          | Mark Philippoussis       | 3-6, 6-0, 6-1  |
| Arnaud Clément          | Nicolás Lapentti         | 7-6, 6-2       |
| Ivo Karlović            | Andrei Pavel (13)        | 6-4, 6-7, 6-2  |
| Nicolás Massú (10)      | Gustavo Kuerten          | 6-3, 5-7, 6-4  |
| Vincent Spadea          | Jürgen Melzer            | 6-0, 6-1       |
| Agustín Calleri         | Karol Beck               | 2-6, 6-3, 8-6  |
| Igor Andrejev           | Rainer Schüttler (7)     | 6-7, 7-6, 6-3  |
| Juan Carlos Ferrero (5) | Hicham Arazi             | 6-3, 6-1       |
| Mardy Fish              | Jonas Björkman           | 7-6, 1-0, opg. |
| Jarkko Nieminen         | Lu Yen-hsun              | 6-3, 6-3       |
| Maks Mirni              | Juan Ignacio Chela (11)  | 3-6, 7-6, 6-4  |
| Nicolas Kiefer (14)     | Vladimir Voltsjkov       | 6-2, 6-4       |
| Marcos Baghdatis        | Grégory Carraz           | 5-7, 7-6, 7-5  |
| Michail Joezjny         | Xavier Malisse           | 6-2, 6-2       |
| Jiří Novák              | Tim Henman (4)           | 6-3, 6-3       |
| Sébastien Grosjean (8)  | Luis Horna               | 6-2, 7-5       |
| Wayne Arthurs           | Victor Hănescu           | 6-4, 7-6       |
| Feliciano López         | Robin Söderling          | 6-3, 3-6, 6-4  |
| Marat Safin (9)         | Karol Kučera             | 6-0, 6-4       |
| Fernando González (16)  | Konstantinos Economidis  | 7-6, 6-2       |
| Lee Hyung-taik          | Mariano Zabaleta         | 4-6, 6-3, 6-2  |
| Tommy Haas              | Mario Ančić              | 6-1, 7-5       |
| Andy Roddick (2)        | Flavio Saretta           | 6-3, 7-6       |

### Tweede ronde
| Winnaar                | Verliezer               | Score         |
| ---------------------- | ----------------------- | ------------- |
| Tomáš Berdych          | Roger Federer (1)       | 4-6, 7-5, 7-5 |
| Tommy Robredo (15)     | Fabrice Santoro         | 1-6, 6-3, 6-4 |
| Ivan Ljubičić          | Joachim Johansson       | 7-6, 6-4      |
| Taylor Dent            | Dominik Hrbatý          | 7-6, 6-3      |
| Carlos Moyà (3)        | Olivier Rochus          | 6-0, 7-6      |
| Ivo Karlović           | Arnaud Clément          | 7-6, 4-6, 6-4 |
| Nicolás Massú (10)     | Vincent Spadea          | 7-6, 6-2      |
| Igor Andrejev          | Agustín Calleri         | walk-over     |
| Mardy Fish             | Juan Carlos Ferrero (5) | 4-6, 7-6, 6-4 |
| Maks Mirni             | Jarkko Nieminen         | 6-3, 6-4      |
| Nicolas Kiefer (14)    | Marcos Baghdatis        | 6-2, 3-6, 6-3 |
| Michail Joezjny        | Jiří Novák              | 6-4, 6-3      |
| Sébastien Grosjean (8) | Wayne Arthurs           | 7-6, 6-3      |
| Feliciano López        | Marat Safin (9)         | 7-6, 6-3      |
| Fernando González (6)  | Lee Hyung-taik          | 7-5, 6-2      |
| Andy Roddick (2)       | Tommy Haas              | 4-6, 6-3, 9-7 |

### Derde ronde
| winnaar                | verliezer           | score         |
| ---------------------- | ------------------- | ------------- |
| Tomáš Berdych          | Tommy Robredo (15)  | 7-6, 4-6, 8-6 |
| Taylor Dent            | Ivan Ljubičić       | 6-4, 6-4      |
| Carlos Moyà (3)        | Ivo Karlović        | 4-6, 7-6, 6-4 |
| Nicolás Massú (10)     | Igor Andrejev       | 6-3, 6-7, 6-4 |
| Mardy Fish             | Maks Mirni          | 6-3, 4-6, 6-1 |
| Michail Joezjny        | Nicolas Kiefer (14) | 6-2, 3-6, 6-2 |
| Sébastien Grosjean (8) | Feliciano López     | 6-7, 6-4, 6-0 |
| Fernando González (16) | Andy Roddick (2)    | 6-4, 6-4      |

### Kwartfinale
| Winnaar                | Verliezer              | Score         |
| ---------------------- | ---------------------- | ------------- |
| Taylor Dent            | Tomáš Berdych          | 6-4, 6-1      |
| Nicolás Massú (10)     | Carlos Moyà (3)        | 6-2, 7-5      |
| Mardy Fish             | Michail Joezjny        | 6-3, 6-4      |
| Fernando González (16) | Sébastien Grosjean (8) | 6-2, 2-6, 6-4 |

### Halve finale
| Winnaar            | Verliezer              | Score         |
| ------------------ | ---------------------- | ------------- |
| Nicolás Massú (10) | Taylor Dent            | 7-6, 6-1      |
| Mardy Fish         | Fernando González (16) | 3-6, 6-3, 6-4 |

### Bronzen finale
| Winnaar                | Verliezer   | Score          |
| ---------------------- | ----------- | -------------- |
| Fernando González (16) | Taylor Dent | 6-4, 2-6 16-14 |

### Gouden finale
| Winnaar            | Verliezer  | Score                   |
| ------------------ | ---------- | ----------------------- |
| Nicolás Massú (10) | Mardy Fish | 6-3, 3-6, 2-6, 6-3, 6-4 |

## Bron
- (en)  Uitslagen mannenenkelspel